# Moussa Saley
Moussa Saley (* 1943 in N’Guigmi) ist ein nigrischer Agronom und Politiker.

## Leben
Moussa Saley besuchte die Grundschule in seinem Geburtsort N’Guigmi und das Lycée national in der Hauptstadt Niamey, das er mit dem Baccalauréat abschloss. Er studierte von 1963 bis 1964 an der naturwissenschaftlichen Fakultät der Universität Toulouse in Frankreich und wechselte anschließend an die Landwirtschaftsschule École nationale supérieure agronomique de Toulouse. Er verließ die Schule 1967 mit einem Diplôme d’études approfondies in Bodenkunde und einem Abschluss als Agraringenieur. Er hat außerdem ein Diplom als Forschungsingenieur des Centre national d’études agronomiques tropicales in Paris inne.
Saley trat 1967 in Niger in den Staatsdienst. Er leitete ab 1968 die Landwirtschaftsabteilung des Departements Zinder und wirkte zugleich als Direktor des für die Hirseverwertung zuständigen Staatsunternehmens SOTRAMIL. Von 1972 bis 1981 arbeitete Saley als Direktor der landesweiten Servicestelle für Landwirtschaft im Ministerium für Wirtschaft im ländlichen Raum. Danach war er von 1981 bis 1985 Generaldirektor des nationalen agronomischen Forschungsinstituts INRAN. Er war von 1986 bis 1987 als Berater des Kabinetts des Premierministers Hamid Algabid tätig. Von 1988 bis 1989 wirkte er als Berater des Staatschefs Ali Saïbou und als Präsident des Verwaltungsrats der Betreibergesellschaft des Hotels Gawèye im gleichnamigen Stadtteil Gawèye in Niamey.
Beim Gründungskongress der damaligen Einheitspartei Nationale Bewegung der Entwicklungsgesellschaft im Mai 1990 wurde Moussa Saley Parteisekretär für wirtschaftliche Angelegenheiten und damit auch Mitglied der Parteileitung. Der Staatschef und Parteivorsitzende Ali Saïbou berief ihn als Minister für Landwirtschaft und Viehzucht in die Regierung vom 20. Dezember 1989. Sein Vorgänger als Landwirtschaftsminister war Brigi Rafini. Saley setzte sich für demokratische Reformen ein, die dem Kurs der Einheitspartei widersprachen. In der Regierung vom 2. März 1990 wurde er als Minister für Landwirtschaft und Viehzucht von Adamou Souna abgelöst.
Saley arbeitete daraufhin wieder als Berater für die jeweiligen Machthaber: zunächst für wenige Monate für Ali Saïbou, dann von 1991 bis 1993 für das Kabinett des Regierungschefs Amadou Cheiffou mit einer Spezialisierung auf ländliche Entwicklung und Bildung sowie von 1993 bis 1996 für das Kabinett des Staatspräsidenten Mahamane Ousmane. Zuletzt war er ab 1996 ein hoher Staatsbediensteter im Ministerium für Landwirtschaft und Viehzucht, bis er Anfang 1999 in den Ruhestand ging.